# ヒュースアンドケトナー
ヒュース・アンド・ケトナー（Hughes & Kettner）は、エレクトリックギター、ベース用アンプおよびその関連商品などを製作、販売するドイツのブランド。1984年にザールラント州のノインキルヒェンで創設された。日本における輸入代理店は、パール楽器。
近年はディストーション系の歪みを得意とする方向にある。多くの機種において、電源を入れるとアンプヘッド前面やメーカーロゴなどが青く光るのが外見上の大きな特徴。

## 主な使用アーティスト
アレックス・ライフソンやトミー・セイヤーがシグネチュア・アンプを製作・使用している。他にはアラン・ホールズワース、トニー・マカパインが使用しており、国内のアーティストでは彰（UVERworld）、村屋光二（redballoon）、Anchang、K-A-Z（DETROX）、清水昭男（ANTHEM）、Syu、布袋寅泰、寺沢功一、春畑道哉、山本恭司、和田アキラ、トキ（Aldious）、PANTHER（ELLEGUNS）、増川弘明（BUMP OF CHICKEN）などが使用している。

## 注
1. ↑  http://www.hughes-and-kettner.com/history.php5
2. ↑  http://www.pearlgakki.com/oversea_handk/artists.html